# Lizerius tuberculatus
Lizerius tuberculatus är en insektsart som först beskrevs av Blanchard 1939.  Lizerius tuberculatus ingår i släktet Lizerius och familjen långrörsbladlöss. Inga underarter finns listade i Catalogue of Life.